# Lu Haojie
Lu Haojie (chiń. 陆浩杰; pinyin Lù Hàojié; ur. 3 sierpnia 1990 w Changzhou) – chiński sztangista, wicemistrz olimpijski.
Srebrny medalista igrzysk olimpijskich w Londynie w 2012 r.

## Osiągnięcia
| Rok  | Zawody               | Miasto | Miejsce | Kategoria | Wynik  |
| ---- | -------------------- | ------ | ------- | --------- | ------ |
| 2012 | Igrzyska olimpijskie | Londyn | 2       | do 77 kg  | 360 kg |